# 约瑟夫·瓦尔特
约瑟夫·瓦尔特（德語：Josef Walter，1901年12月1日—？），瑞士男子竞技体操运动员。他曾获得1936年夏季奥运会体操比赛男子团体全能和男子自由体操银牌。他在该届奥运会参加的其他个人小项当中的最好排名是男子跳马的第八名。